# Alcor (stjärna)
Alcor, eller 80 Ursae Majoris, är den ljussvagare följeslagaren till Mizar (Zeta Ursae Majoris), i stjärnbilden Stora björnen. Stjärnsystemet består totalt av åtminstone sex stjärnor, men Alcor bildar tillsammans med Mizar en för blotta ögat synlig dubbelstjärna.

## Beskrivning
Alcor har magnitud +4,01. Alcor ligger mer än en fjärdedels ljusår från Mizar och 81 ljusår från jorden. Egenrörelsen visar att stjärnorna rör sig genom rymden tillsammans, men det är fortfarande oklart om de utgör en riktig dubbelstjärna eller enbart en optisk dubbelstjärna. Det skenbara avståndet är 11,8 bågminuter.
Alcor är i sig själv en dubbelstjärna, vars följeslagare är en röd dvärg.

## Betydelse i kulturen
Alcors placering i en av norra stjärnhimlens mest välkända stjärnbilder har lett till att stjärnan haft en roll i många mänskliga kulturer. I olika språk har Alcor kopplats samman med de hästar som antagits dra Karlavagnen, och stjärnan har fått benämningar som "ryttaren", "fölungen", "den snabba hästen" eller "hinden".
Under antiken användes Alcor vid syntest av romerska soldater. Enligt germanernas tradition var Alcor en tå – som förfrusits – hos  jätten Orwandil; denne var germanernas motsvarighet till sydeuropéernas Orion. Tån skulle ha hamnat på stjärnhimlen genom att guden Tor helt enkelt bröt loss den och kastat upp den mot hästarna vid vagnen på himlen.